# 馬子聰
馬子聰（1457年—？），字舜達，直隸廣平府廣平縣人，民籍，明朝政治人物。

## 生平
順天府鄉試第六十名舉人。成化二十三年（1487年）中式丁未科會試第二百十六名，二甲第七十三名進士。弘治二年（1489年）正月授南京禮科給事中，十二年三月升户科右，十二月升禮科左，十四年升工科都，十五年十二月乞假归省。

## 家族
曾祖馬德，贈南京兵部右侍郎；祖父馬廉，國子生；父馬昭，母范氏。具庆下。